# Lesencetomaj
Lesencetomaj község Veszprém vármegyében, a Tapolcai járásban. A település eredetileg Szent István magyar király korától az 1950-es megyerendezésig Zala vármegyéhez tartozott.

## Fekvése
A Keszthelyi-fennsík északkeleti oldalán, a Tapolcai-medence szélén terül el, mint az ősi Tomaj nemzetség volt családi fészke, a mai megyehatár közelében, az Uzsától Balatonedericsig húzódó Lesence-patak mellett.
A közvetlenül  határos települések: kelet felől Tapolca, délkelet felől Raposka, dél felől Nemesvita, délnyugat felől Lesencefalu, északnyugat felől pedig Lesenceistvánd.

### Megközelítése
A Balaton északi partját végigkísérő 71-es főúttól alig 6 kilométerre északra helyezkedik el, a megyeszékhely Veszprémtől idáig húzódó 77-es és az innen Sopronig vezető 84-es főutak találkozási pontja közelében fekszik, így ezek a legfontosabb közúti megközelítési útvonalai. Közigazgatási területét mindkét utóbbi főút érinti, belterületén viszont csak a 7342-es út húzódik végig; utóbbiból itt ágazik ki észak felé a 73 167-es út, Lesenceistvánd központjába.
A hazai vasútvonalak közül a Balatonszentgyörgy–Tapolca–Ukk-vasútvonal érinti, melynek korábban állomása is volt a határai között, de ott 2012 óta már nincs személyforgalom. Lesencetomaj vasútállomás a központtól 2,5 kilométerre északkeletre helyezkedik el, közúti elérését a 77-es főútból kiágazó 73 331-es számú mellékút biztosítja.

## Története
A község területét István király sógoraként Tomaj vezér kapta ajándékba 998-ban Badacsonytomajjal és Cserszegtomajjal együtt. A település neve is eredetileg csak Tomaj volt, a nemzetség az ősi birtokot mindvégig uralta, a család teljes kihalásáig. Az első írásos emlék 1121-ből van róla, az almádi apátság alapító levelében említik. A XVI. századi okiratok a települést a községen átfolyó patakra utalva, már Lesencetomaj néven említik. A régészeti kutatások a közelében több kihalt település nyomát tárták fel (Billege, Fesztung, Mindszent). Lesencetomaj a lengyeltóti Lengyel családnak tulajdona volt. A török hódítás a települést sem kímélte, elpusztult a Lesence-patakon álló négy vízimalom, majd a falu is lassan elnéptelenedett. 1678-ban a falu akkori földbirtokosa, lengyeltóti Lengyel János újjáépíttette az 1624-ben épített, és később lerombolt kastélyát, majd 1696-ban elkezdte a még puszta telkek betelepítését. Nedeczky Károly udvari tanácsos feleségül vette lengyeltóthi Lengyel Krisztina (1710–1756) kisasszonyt, akinek a szülei lengyeltóti Lengyel Miklós (fl. 1706–1726) somogyi alispán, nagybirtokos és mártonfalvi Mártonfalvay Magdolna (fl. 1733) voltak, és ez úton a Nedeczky család is földbirtokossá vált a településen.
Nedeczky Károly udvari tanácsos és Lengyel Krisztina dédunokája nedeczei Nedeczky Terézia (1792–1883) volt, akinek a férje hertelendi és vindornyalaki Hertelendy Károly (1786–1861), Zala vármegye alispánja, országgyűlési követe, földbirtokos lett. A házasság révén a Hertelendy családnak ez az ága letelepedett Lesencetomajon. Hertelendy Károly alispán és Nedeczky Terézia fia, hertelendi és vindornyalaki Hertelendy Kálmán (1820–1875) Zala vármegye főispánja, földbirtokos, aki egy tágas kastélyt építtetett a településen, amely manapság már nem létezik. Hertelendy Kálmán főispán és nagymádi és várbogyai Bogyay Leontina (1830–1870) fia Hertelendy Ferenc zalai főispán.

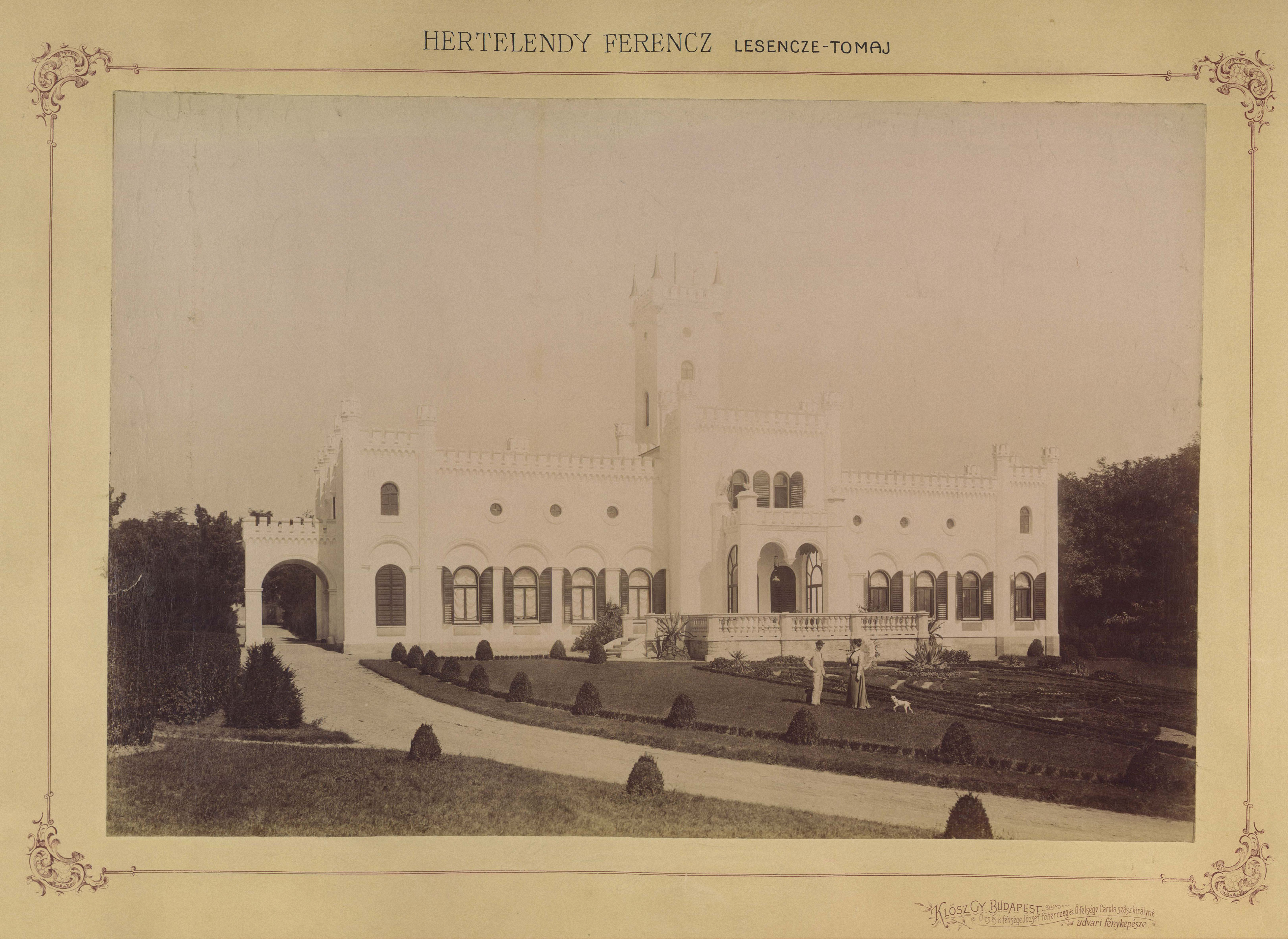
A már elpusztult Hertelendy kastély főhomlokzata Lesencetomajon

A településen is lakott a jómódú nagybirtokos hertelendi és vindornyalaki Hertelendy Ferenc (1859–1919) főrendiházi tag, országgyűlési képviselő, a Zalamegyei Gazdasági Egyesület elnöke, aki Zala vármegye főispánja volt 1903. december 19-e és 1906. február 14-e között.

## Közélete

### Polgármesterei
- 1990–1994: Zalatnay Attila (független)[5]
- 1994–1998: Szántó László (független)[6]
- 1998–2002: Szántó László (független)[7]
- 2002–2006: Szántó László (független)[8]
- 2006–2010: Mészáros László János (független)[9]
- 2010–2014: Mészáros László János (független)[10]
- 2014–2019: Mészáros László János (független)[11]
- 2019–2024: Mészáros László János (független)[12]
- 2024– : Tóth András (független)[1]

## Népesség
A település népességének változása:
| Lakosok száma | 1141 | 1114 | 1119 | 1081 | 1041 | 1019 | 1001 |
|               | 2013 | 2014 | 2015 | 2021 | 2022 | 2023 | 2024 |

A 2011-es népszámlálás során a lakosok 81%-a magyarnak, 1,2% németnek, 1,7% cigánynak, 0,3% lengyelnek mondta magát (18,7% nem nyilatkozott; a kettős identitások miatt a végösszeg nagyobb lehet 100%-nál). A vallási megoszlás a következő volt: római katolikus 59,8%, református 1,9%, evangélikus 0,4%, görögkatolikus 0,1%, felekezeten kívüli 13,9% (23,6% nem nyilatkozott).
2022-ben a lakosság 91,5%-a vallotta magát magyarnak, 1,6% németnek, 0,6% cigánynak, 0,3% lengyelnek, 0,2% románnak, 0,2% bolgárnak, 2% egyéb, nem hazai nemzetiségűnek (8,5% nem nyilatkozott; a kettős identitások miatt a végösszeg nagyobb lehet 100%-nál). Vallásuk szerint 49,1% volt római katolikus, 1,1% református, 0,6% evangélikus, 0,1% görög katolikus, 0,2% egyéb keresztény, 0,6% egyéb katolikus, 11,3% felekezeten kívüli (37,1% nem válaszolt).

## Nevezetességei
- 1802-ben a falu határában fellelt két feliratos kő, amelyeket Jupiter tiszteletére állíthattak a római légió katonái.
- Szabó Pál háza: nádfedeles lakóház 1830-ból.
- Hertelendy-kripta,
- Szent István park,
- Római katolikus templom a XVIII. századból, melynek értékes berendezése a Nedeczkyek adománya, 1810 körüli a vörösmárvány, timpanonos főoltára és a keresztelő kútja.
- Nedeczky-kastély – 1752-ben épült barokk stílusú kastély védett kastélyparkkal, melyben az 1800-as évek elejéről származó két hatalmas mamutfenyő áll.
- Népvándorláskori temető: nagy kiterjedésű, a VI-VIII. századból való temetőt tártak fel, melynek leletei a keszthelyi-kultúra jellegzetességeit hordozzák.

## Híres emberek
- A településen (a községi szociális otthonban) lakott élete végén, és itt is hunyt el Legányi Ferenc (Budapest, 1884. december 8. - Lesencetomaj, 1964. április 9.) muzeológus.[15]

## Képgaléria

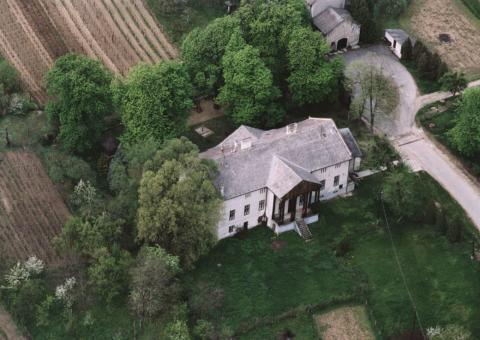
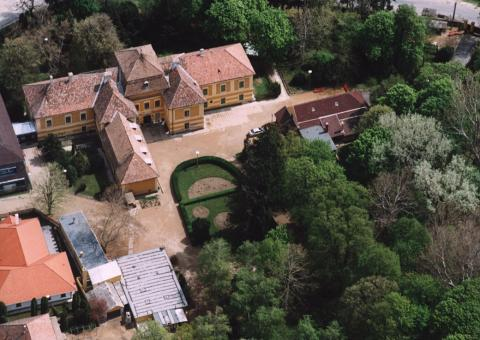
A Nedeczky-kastély
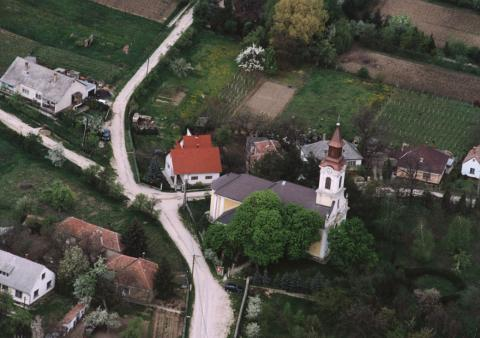
A római katolikus templom
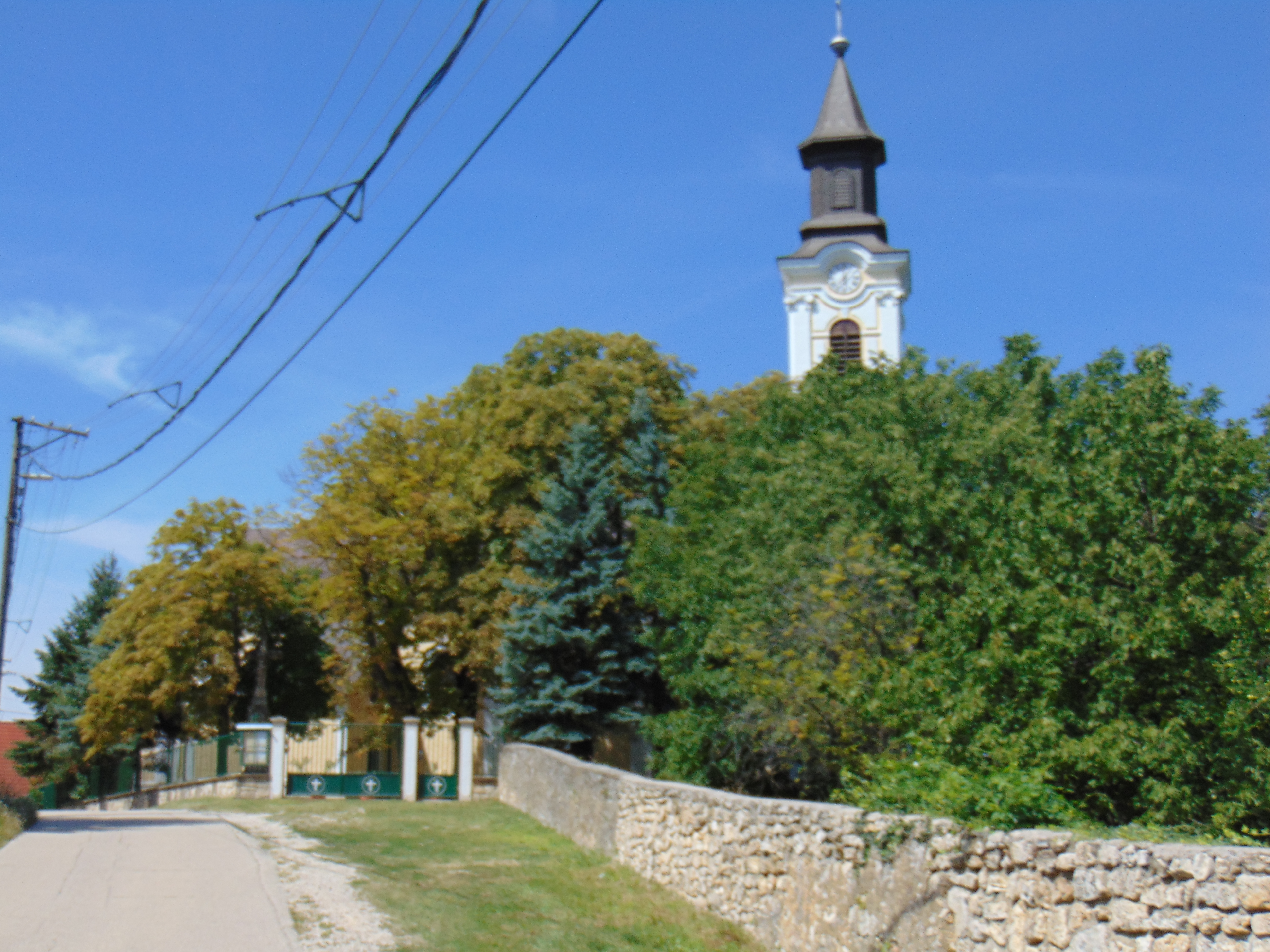
Lesencetomaj temploma
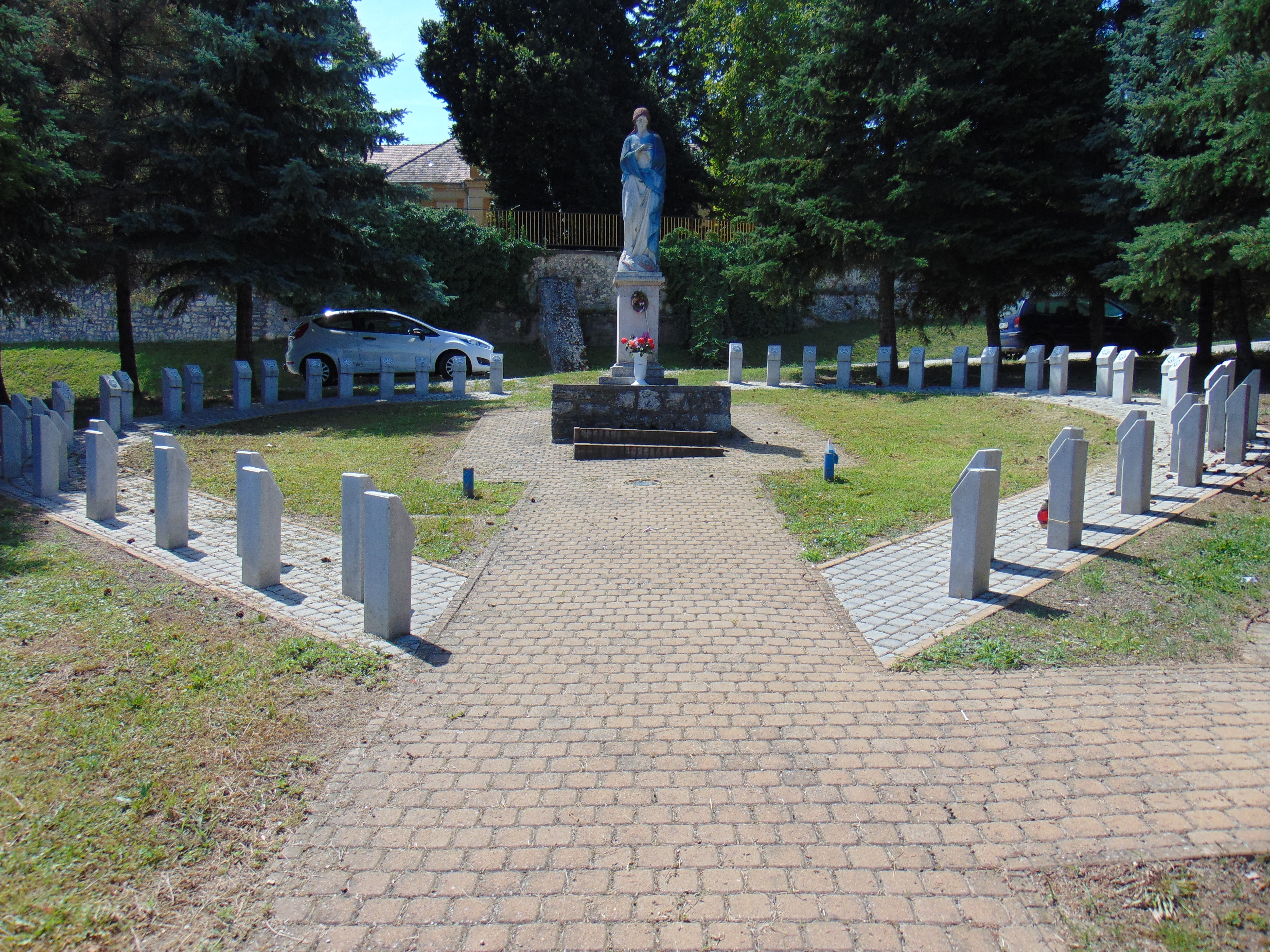
Hősi emlékpark
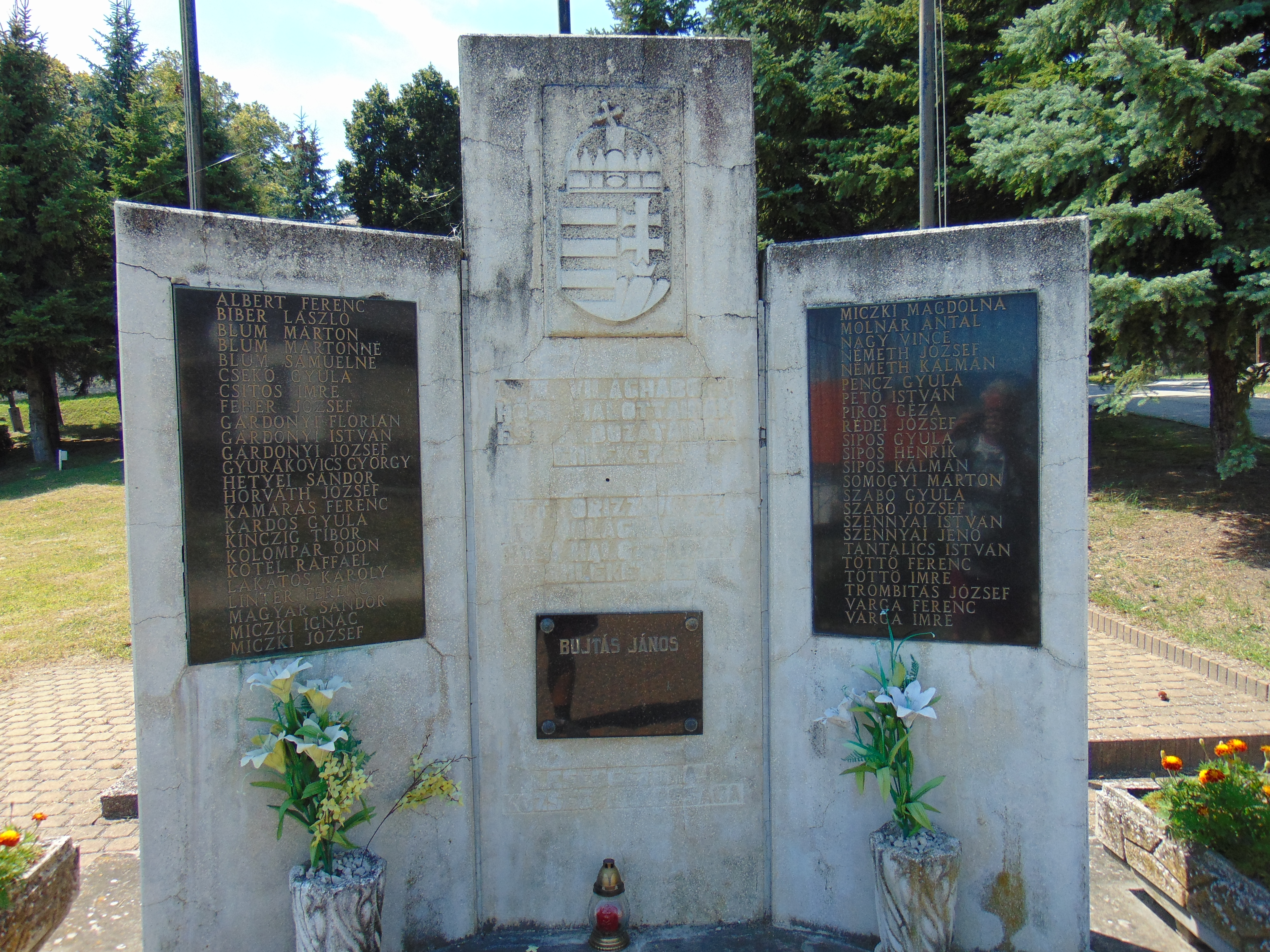
A település első világháborús hősi emlékműve
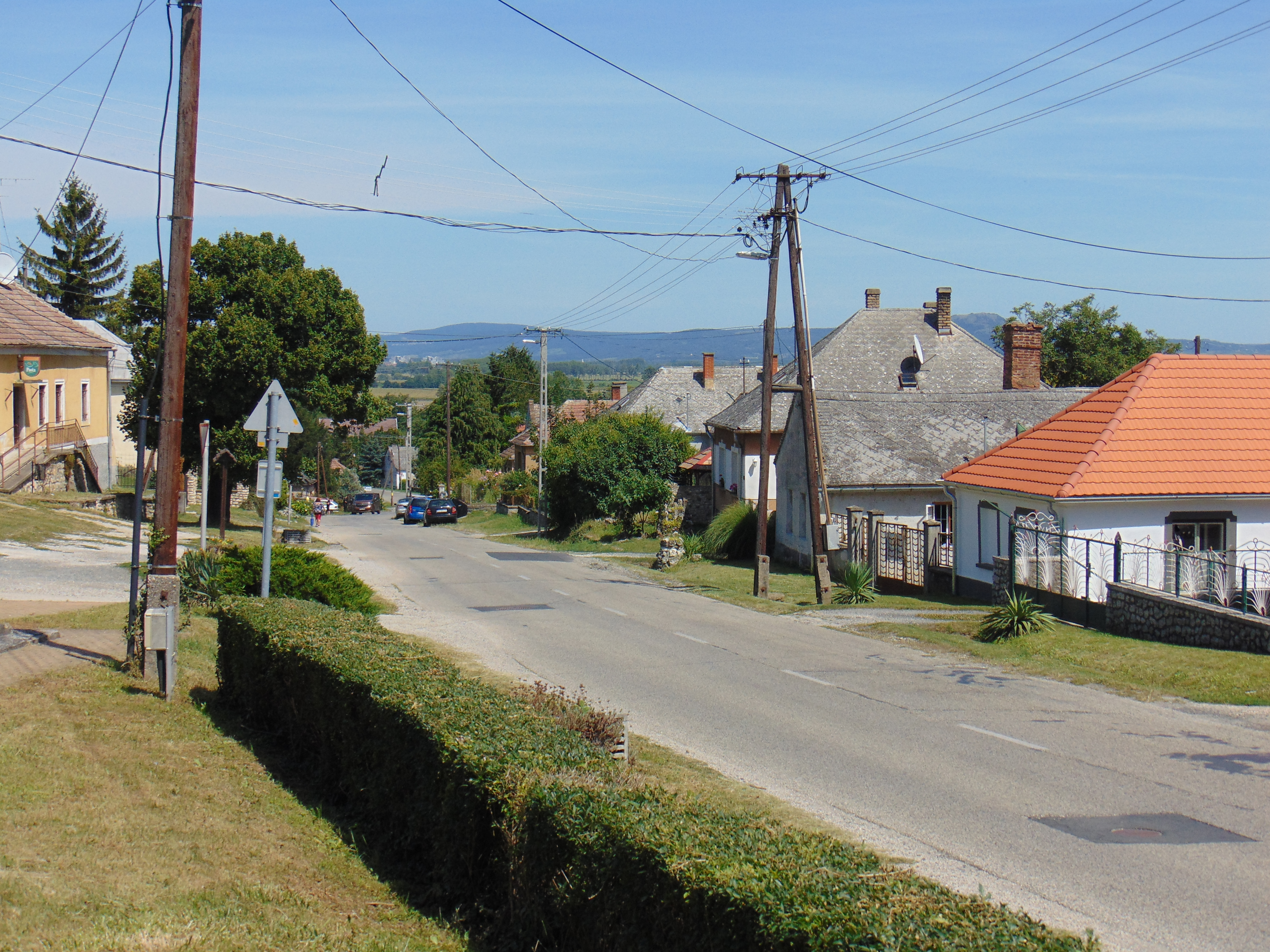
A 7342-es út Lesencetomaj központjában, Tapolca felé nézve
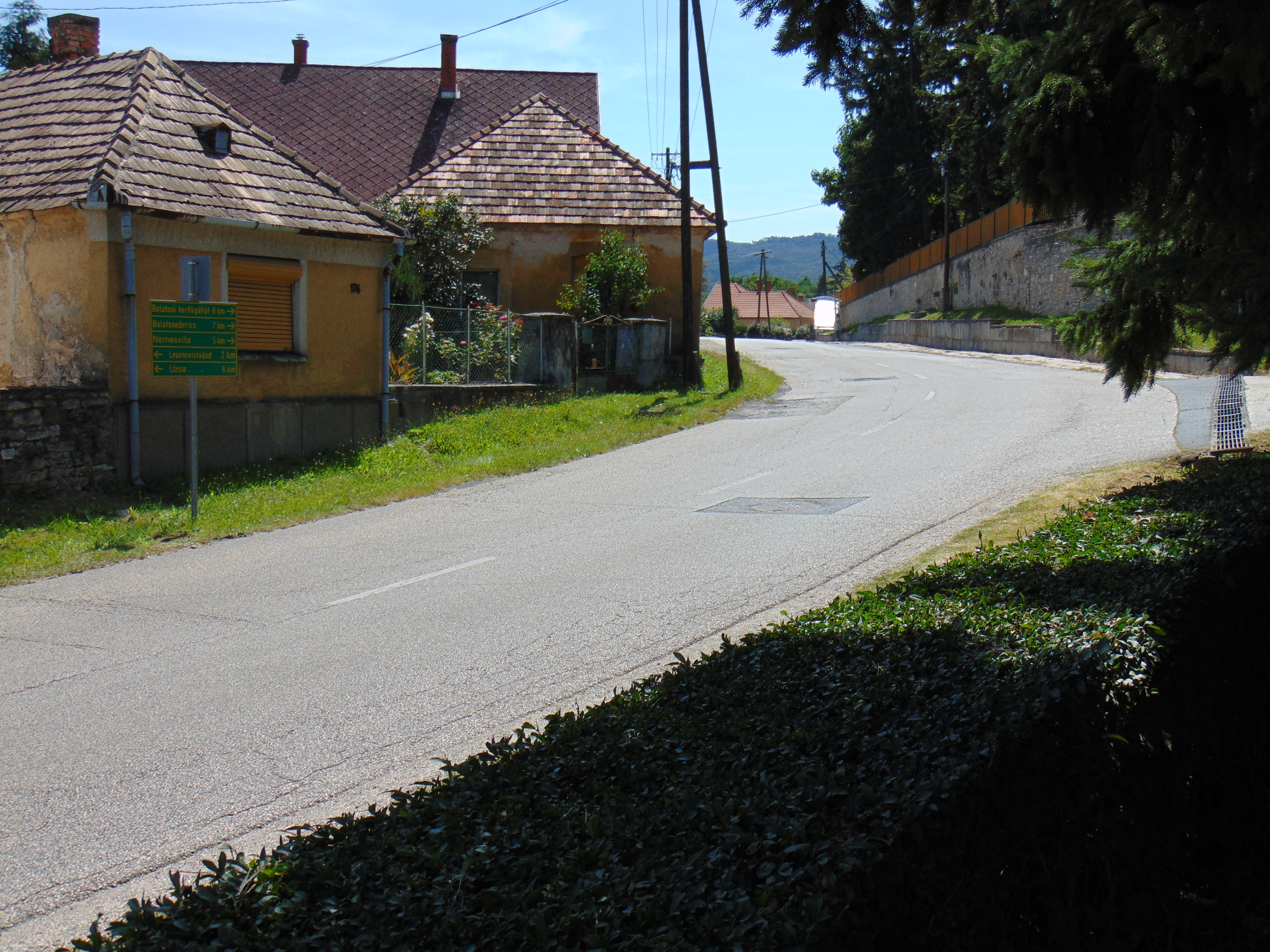
A 7342-es út a központban, Várvölgy felé nézve

## Lesencetomaj község légi felvételeken

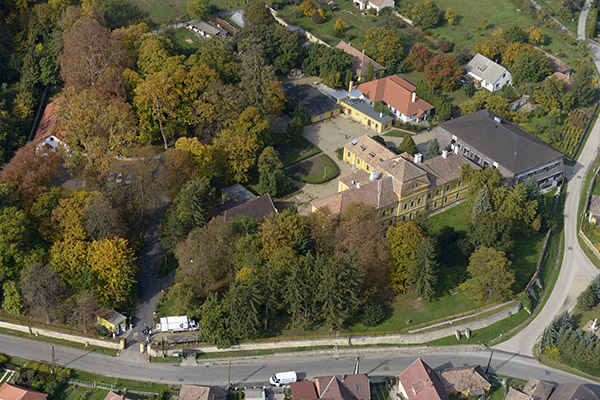
Lesencetomaj, a Nedeczky-kastély és parkjának bejárata légi fotón
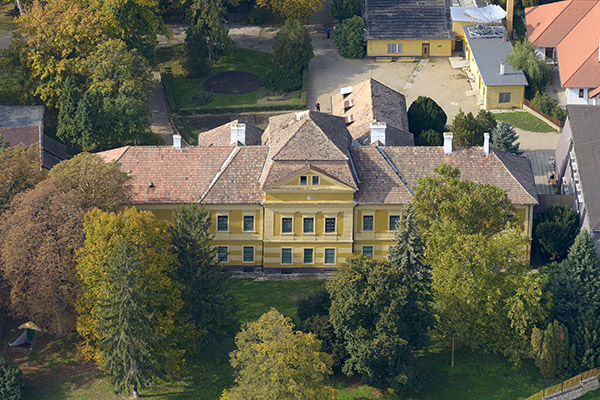
A Nedeczky-kastély hátsó homlokzata légi felvételen
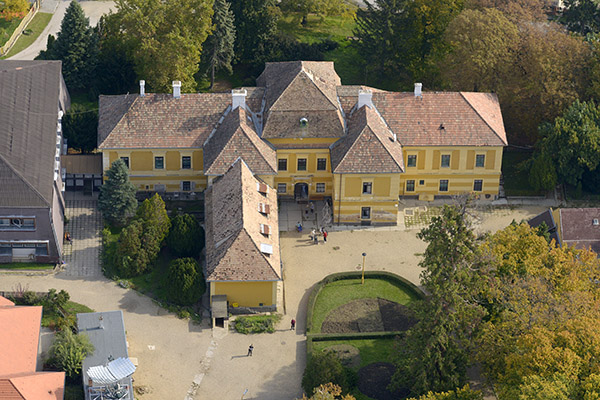
A Nedeczky-kastély főbejárata magasból fényképezve
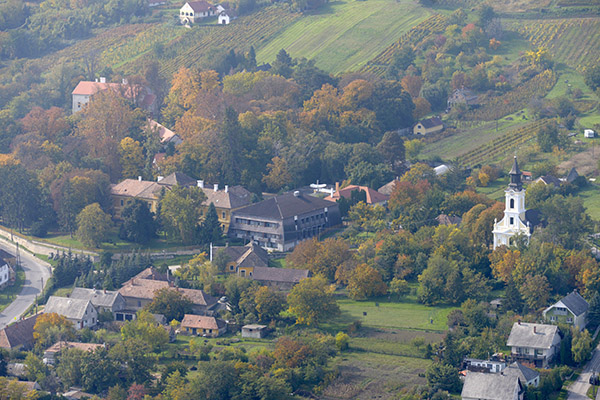
Lesencetomaj látképe madártávlatból a kastéllyal és a templommal
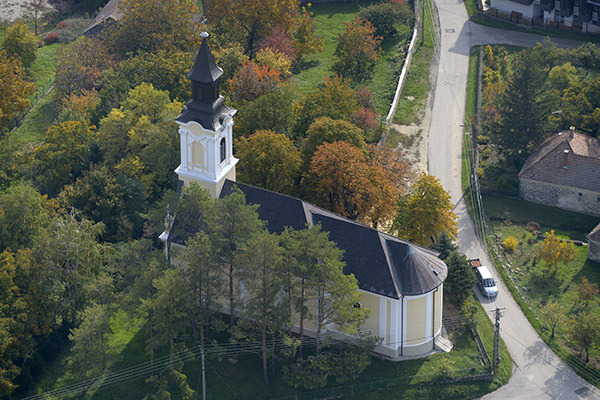
Lesencetomaj, katolikus templom a levegőből
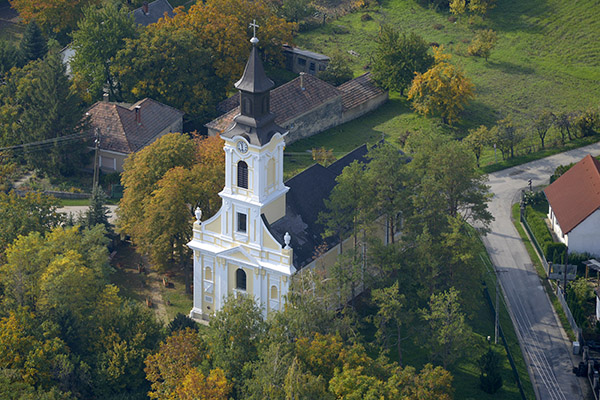
Szent Anna templom, Lesencetomaj légi fotó